# Эккариус, Иоганн Георг
Иоганн Георг Эккариус (нем. Johann Georg Eccarius; 23 августа 1818, Фридрихрода
— 5 марта 1899, Лондон) — деятель немецкого и международного рабочего движения, видный член Союза коммунистов и Международного товарищества трудящихся, генеральный секретарь Первого Интернационала, журналист.

## Биография
Портной по профессии. В Гамбурге стал членом местной ассоциации рабочего образования, где на него повлиял кружок, действовавший вокруг утописта, деятеля раннего немецкого рабочего движения, одного из теоретиков немецкого социализма Вильгельма Вейтлинга. Стал членом вейтлинговского «Союза справедливых», в начале 1846 года отправился в Лондон и там в начале 1847 года присоединился к Союзу коммунистов.

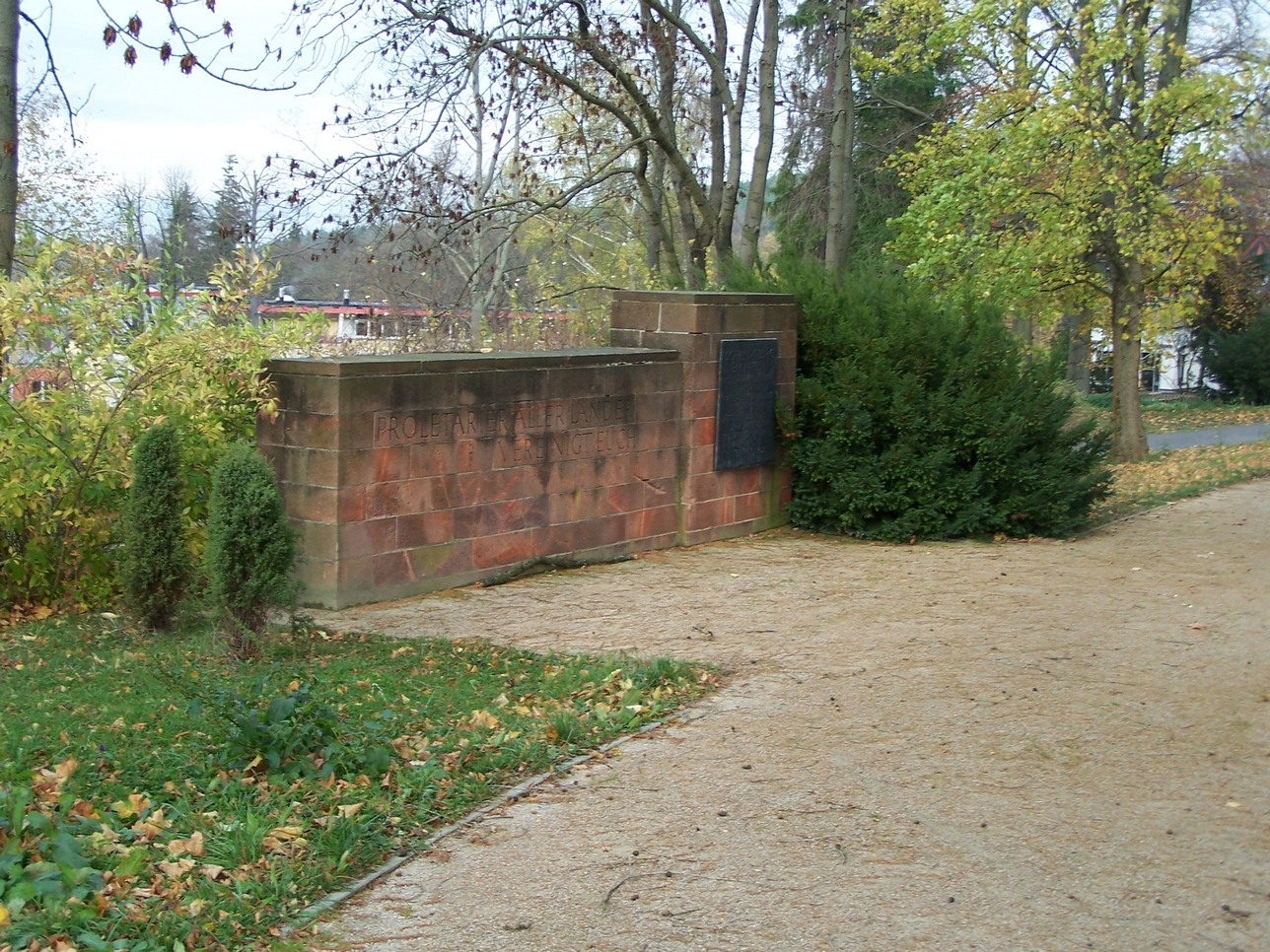
Памятник Эккариусу, установленный в ГДР в парке Фридрихрода

Был одним из основателей Лондонского рабочего просветительного общества; благодаря своим способностям к теоретическим знаниям способствовал распространению идей Маркса и Энгельса среди эмигрантов Лондона; в 1846 году Эккариус вошёл в лондонский коммунистический корреспондентский комитет; был одним из старейших членов Союза коммунистов. Также был одним из руководителей Коммунистического просветительского общества немецких рабочих в Лондоне. В 1848 году оставался в Лондоне, не имея возможности оставить своё ремесло.
Во время раскола Союза коммунистов в 1850 году остался верен К. Марксу и занимался организационной связью с членами Союза, оставшимися в Германии или направленными туда Центральным комитетом. Маркс и Энгельс высоко ценили Эккариуса, помогли ему устроиться корреспондентом ряда газет (в чартистской прессе, в нью-йоркской «Reform», позднее «Social-Democrat», «Workman Advocate», «Commonwealth», «Der Vorbote», «Beehive», «Der Volksstaat», в швейцарской «Égalité», 1869, а также «The Times») и материально поддерживали его в трудные минуты.
Под руководством и при участии К.Маркса Эккариус написал брошюру о Джоне Стюарте Милле — «Опровержение рабочим политико-экономического учения Джона Стюарта Милля» (Eines Arbeiters Widerlegung der nationalökonomischen Lehren John Stuart Mill’s, 1869; впервые опубликована в «Commonwealth» за 1866—1867, № 192—195, 198, 200, 203, 204, 206-11). Эккариус работал и в «Volkswille», посылая статьи через Г. Обервиндера, который, как оказалось впоследствии, был связан с полицией. Известна его работа «Борьба крупного и мелкого капитала, или Портняжное дело в Лондоне» (Der Kampf des grossen und des kleinen Kapitals, oder Die Schneiderei in London, Lpz., 1876; впервые опубликована в «Neue Rheinische Zeitung. Politisch-ökonomische Revue», 1850, H. 5-6).
Участвовал в основании и деятельности Первого Интернационала (Международного товарищества трудящихся); в 1864—1872 годах — член его Генсовета, в 1867—1871 годах — генеральный секретарь 1-го Интернационала, в 1870—1872 годах — секретарь-корреспондент для Америки. После Лондонского конгресса Интернационала (1871) начал отходить от марксизма и сблизился с реформистскими лидерами тред-юнионов; поддерживал буржуазные и реформистские элементы в Интернационале. После прекращения деятельности Первого Интернационала участвовал в тред-юнионистском движении.